# Brave CF 1
Brave CF 1 (även Brave CF: The Beginning och Brave 1: The Beginning) var den första MMA-galan som arrangerades av Brave Combat Federation, och ägde rum 23 september 2016 i Isa Town, Bahrain. 

## Sändning
Galan sändes live och gratis via Braves hemsida och deras Youtube-kanal. Dessutom sändes galan via Bahrainsk TV. 
Huvudkommentator, play-by-play, var Cyrus Fees och expertkommentator, color, var Titan FC-mästaren José "Shorty" Torres. Ringannonsör var Carlos Kremer.

## Bakgrund
Huvudmatchen var en fjäderviktsmatch mellan jordaniern Abdul-Kareem Al-Selwady och svenske Rami Aziz. Det var i ringen efter den här förlusten Aziz drog sig tillbaka.
Galan var lagd till Brave CF:s grundare och sponsor schejk Khalid bin Hamad Al Khalifa 27 födelsedag.

### Ändringar
Ursprungligen var huvudmatchen en welterviktmatch mellan Mohammad Fakhreddine och Thiago Vieira planerad, men Fakhreddine drog sig ur matchen på grund av en skada och ersattes av Gadzjiev. Matchen flyttades ner till andra huvudmatch, co-main, och Al-Selwady vs. Aziz flyttades upp till huvudmatch. 

## Bonusar
- Fight of the Night: Stephen Loman vs Frans Mlambo
- Knockout of the Night: Gadzjimusa Gadzjiev
- Submission of the Night: Abdul Kareem Al-Selwady